# Luis Ricardo Falero
Luis Ricardo Falero – malarz hiszpański tworzący w XIX wieku.
Urodził się w Granadzie, w zamożnej rodzinie. Rodzice opłacili mu studia na Uniwersytecie w Richmond w Wielkiej Brytanii, gdzie nauczył się języka angielskiego oraz technik akwareli. Mając zaledwie 9 lat wyjechał do Paryża, gdzie kontynuował naukę a później pracował jako portrecista. Zgodnie z życzeniem rodziców wrócił do Hiszpanii i zaciągnął się do marynarki hiszpańskiej. Porzucił karierę wojskową na rzecz dalszych studiów (tj. sztuka, chemia, inżynieria przemysłowa). Od 1880 r. do śmierci mieszkał w Londynie. Poruszał tematykę fantastyczną i mitologiczną, malował głównie żeńskie akty. Zmarł przedwcześnie w 45. roku życia.

## Ważniejsze prace
- An Allegory of Painting (1892)
- Egyptian Woman with a harp (1874)
- Faust und Mephisto (lub The Dream of Falero) (1880)
- Mystic Blessings (1883)
- The Balance of the Zodiac
- The Butterfly (1893)
- The Double Star
- The Enchantress (1878)
- The Favourite (1880)
- The Lily Fairy (1888)
- The Moon Nymph (1883)
- The Tambourine Player
- The Vision of Faust (1878)
- The Wine of Tokai (1886)
- The Witches Sabbath (1880)
- Toward a Better World (1894)